# LOVE BRACE (曲)
「LOVE BRACE」（ラヴ・ブレス）は、日本の女性歌手、華原朋美の4枚目のシングル。同名のアルバム『LOVE BRACE』からのシングルカットで、小室哲哉プロデュースによる楽曲である。

## 解説
- 記録的なビッグ・セールスとなった1枚目のアルバム『LOVE BRACE』からのシングルカット。カップリング曲も同じくシングルカットの「MOONLIGHT」。
- 1コイン（￥500）シングルとしてリリースされた。表記はないが、アルバムに収録されたバージョンとは異なり、一番のサビにドラムの音などが加わっている。
- 小室が出演した第一興商「DAM」のCMソング。
- TVなどで一度も歌ったことがなかったが、自身のコンサートで2004年から解禁している。
- 2015年2月スカパー音楽祭にて小室哲哉と共演し原曲キーで披露した。（テレビ初披露）
- 「LOVE BRACE」のPVはスポット用として存在するが、PV集等にはCMの一部のみしか収録されず、お蔵入りとなっている。

## 収録曲
1. LOVE BRACE
タイトルはカルティエのブレスレットから取られた[1]。これは中世ヨーロッパの貞操帯をモデルにしたもので、専用のドライバーがなければ外せない仕様になっている[2]。アルバムの制作期間中に一番初めに完成されたが、「他の曲を歌うときもこの曲の雰囲気を生かす」という華原の姿勢で歌入れは最後に行われた。「マライア・キャリーの様に歌いたい」という思いから、締め切りがその日の深夜0時なのにその事を知らなかった華原が「沢山食べてから歌う」というマライアの姿勢を踏襲し、夜22時頃にカツ弁当を食べた。それが功を奏し華原はゆったりとした気持ちで歌えた[3]。
2. MOONLIGHT
歌詞が最初に完成して、小室はそれを見た途端1分もかからずに全てのメロディが出来上がり、使用楽器もピアノだけだったこともありレコーディングも早く済んだ[4]。
3. LOVE BRACE [original karaoke]

作詞・作曲・編曲：小室哲哉
MIX：Keith "KC" Cohen
作詞（#2）：小室哲哉&華原朋美

## 収録アルバム
オリジナル・アルバム
- LOVE BRACE（1stアルバム）

LOVE BRACE [overture]
LOVE BRACE
ベスト・アルバム
- kahala compilation

LOVE BRACE
- Best Selection

LOVE BRACE [single mix]
- Super Best Singles 〜10th Anniversary〜

LOVE BRACE [single mix]
- ALL TIME SINGLES BEST

LOVE BRACE [single mix]

## 関連DVD
- 10th Anniversary Celebration 華原朋美 Concert 2005

## カバー
- 光岡昌美